# Mangas (grupo social)

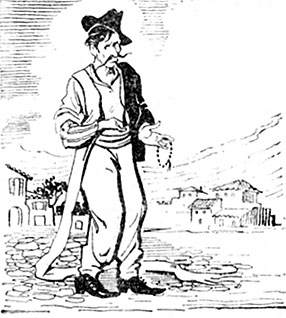
Mangas

Mangas (en griego: Μάγκας) es el nombre de un grupo social de la contracultura de la Belle Époque de Grecia.

## Definición
Personaje popular griego −un hombre del lumpemproletariado por lo general− habitual de los ambientes marginales y portuarios de ciudades como Atenas, Salónica o El Pireo  durante el periodo de entreguerras. El mangas se distinguía por su arrogancia y autoestima exageradas, así como por su particular apariencia y comportamiento.
Parte de su indumentaria habitual eran los zapatos puntiagudos, el pantalón a rayas, la chaqueta con una sola manga puesta y el comboloi. Además, enrollado al talle llevaban un cinto que les servía a menudo para esconder pequeñas armas como cuchillos y pistolas. 
Del carácter del mangas, destacaban su gran sentido del honor, y la arrogancia y seguridad de su actitud, reflejadas en su forma de hablar y de sus relaciones con la sociedad en general.

## Origen
El origen del mangas como figura vinculada a la cultura de la música rebética se sitúa en los puertos y cafés de Asia Menor, en los años previos a la Primera Guerra Mundial . Su llegada al resto de Grecia, sin embargo, no se produjo hasta después del desastre de Esmirna y los consiguientes intercambios de población con Turquía, con los que también llegó la cultura de las clases bajas microasiáticas. Entonces, la tradición esmirní entró en contacto la música local −especialmente en Atenas, Salónica y El Pireo− y el rebético terminó de formarse como género musical. Finalmente, la figura del mangas entró en declive con el comienzo del periodo de formación de la sociedad moderna posterior a la Segunda Guerra Mundial.
Por otra parte, algunas fuentes sostienen que el origen del mangas es anterior a la Gran Guerra y que no se encuentra en Asia Menor. Así, se habla de que ya a finales del siglo XIX estos existían en Atenas como cutsavakides, nombre este debido a Cutsavakis, un conocido personaje de la época.

## Elmangasen la cultura popular
Los mangas son los principales protagonistas de las letras de la música rebética, género que retrataba el ambiente marginal en el que estos se movían y cuyos intérpretes (rebetes) eran en la mayoría de los casos mangas.
La figura del mangas queda también recogida en el teatro de sombras griego, con origen en la Grecia Antigua y que desde mediados del siglo XIX, por influencia turca, relata las aventuras de Carayiosis, un griego de la época de la Turcocracia. En estas representaciones encontramos al mangas Stavrakas, personaje que pudo aparecer en el tercer periodo de renovación  que vivió esta disciplina teatral (1910-1940).